# Ivoren breedscheenjuffer
De ivoren breedscheenjuffer (Platycnemis dealbata) is een libellensoort uit de familie van de breedscheenjuffers (Platycnemididae), onderorde juffers (Zygoptera).
De ivoren breedscheenjuffer staat op de Rode Lijst van de IUCN als niet bedreigd, beoordelingsjaar 2009. De soort komt voor in het Midden-Oosten en de Kaukasus.
Platycnemis dealbata in 1850 voor het eerst wetenschappelijk beschreven door Selys in Selys & Hagen.